# الیزابت سیموندز

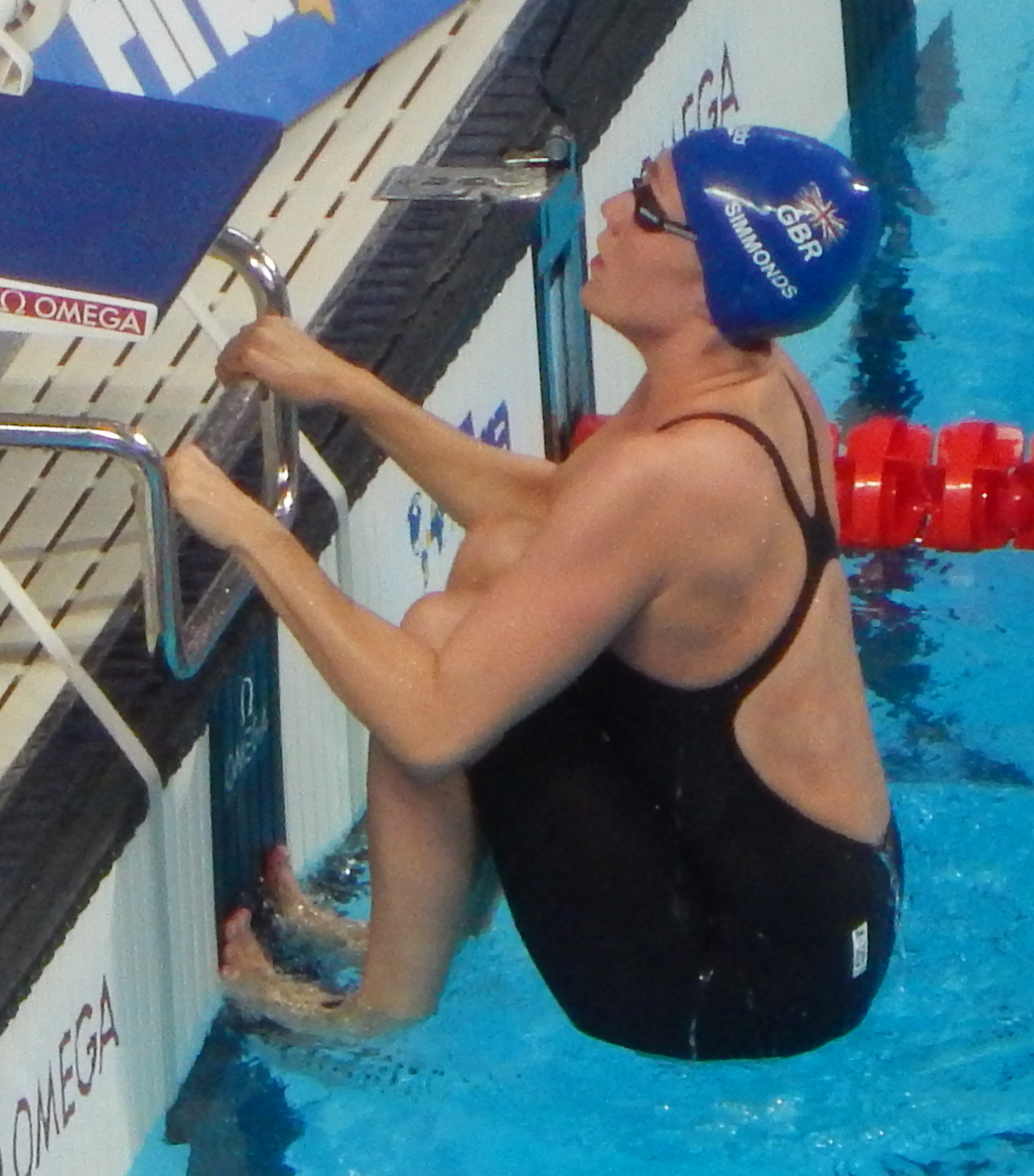
الیزابت سیموندز

الیزابت سیموندز (به انگلیسی: Elizabeth Simmonds) (زادهٔ ۲۲ ژانویهٔ ۱۹۹۱) شناگر اهل بریتانیا است.